# Eutelia polychordula
Eutelia polychordula är en fjärilsart som beskrevs av Embrik Strand 1917. Eutelia polychordula ingår i släktet Eutelia och familjen nattflyn. Inga underarter finns listade i Catalogue of Life.